# Смілянський Ігор Юхимович
Смілянський Ігор Юхимович (нар. 6 жовтня 1975, Білгород-Дністровський, Одеська обл.) — український топменеджер, із 2016 року генеральний директор Укрпошти.

## Біографія
Народився 21 січня 1975 року в Білгороді-Дністровському. Закінчив Білгород-Дністровську загальноосвітню школу № 1 із золотою медаллю. 1992 року вступив в Одеський державний економічний університет на факультет міжнародного маркетингу, де провчився три роки.
1995 року разом із батьками переїхав до США і отримав американське громадянство.
1999 року закінчив Школу бізнесу Університету Пейс (Нью-Йорк) за фахом бухгалтер-аудитор та отримав ліцензію CPA - Certified Public Accountant. У травні 2005 року закінчив із відзнакою Школу бізнесу Джорджтаунського університету, де отримав ступінь магістра ділового адміністрування. Згодом отримав юридичну освіту в Школі права Університету Джорджа Вашингтона та ліцензію адвоката штату Нью-Йорк та Нью-Джерсі.
Працював бухгалтером у Cantor Fitzgerald LP (1998—1999), згодом старшим фахівцем з оподаткування у KPMG (1999—2001), у Citibank, різних юридичних та промислових компаніях, зокрема в Lockheed Martin. З вересня 2005 року по січень 2008 року Смілянський працював у The Boston Consulting Group на посаді старшого консультанта та менеджера проектів в Україні та Росії.
2008 року працював у «Промсвязьбанку» на посаді директора з інтеграції активів. 2010—2011 років керував злиттям та поглинанням банком ПУМБ «Донгорбанку», а 2014 року — злиттям ПУМБ із банком «Ренесанс Капітал». З січня 2012 по грудень 2014 року — директор у московському офісі The Boston Consulting Group. Згодом у 2014 році повертається в Нью-Йорк і знову влаштовується в консалтингову компанію KPMG в групу злиття та поглинань (M&A Group). .
1 липня 2016 року призначений генеральним директором Укрпошти, а 17 серпня 2018 року з ним підписано новий трирічний контракт на цю посаду.
Член Наглядової ради Державного концерну «Укроборонпром» (з 7 жовтня 2019).
У червні 2021 року Наглядова рада Укрпошти продовжила повноваження Смілянського на посаді керівника Укрпошти до 30 червня 2023 року, а згодом до закінчення військового часу + 3 місяця.

## Нагороди та відзнаки
- Орден «За заслуги» III ст. (23 серпня 2022)  —за значні заслуги у зміцненні української державності, мужність і самовідданість, виявлені у захисті суверенітету та територіальної цілісності України, вагомий особистий внесок у розвиток різних сфер суспільного життя, відстоювання національних інтересів нашої держави, сумлінне виконання професійного обов’язку.[7]

В 2023 році став одним з 15 лідерів у категорії "Державне управління" рейтингу "Список лідерів України УП-100" видання Українська правда.